# یوبژا
یوبژا (به لاتین: Yubzha) یک منطقهٔ مسکونی در جمهوری خلق چین است که در منطقه خودمختار تبت واقع شده‌است. یوبژا
- نفر جمعیت دارد.